# Две мазге за сестру Сару
Две мазге за сестру Сару (енгл. Two Mules for Sister Sara) је вестерн филм из 1970. године, који је режирао Дон Сигел. Главне улоге играју: Клинт Иствуд и Ширли Маклејн.

## Улоге
| Глумац            | Улога            |
| ----------------- | ---------------- |
| Клинт Иствуд      | Хоган            |
| Ширли Маклејн     | Сара             |
| Манило Фабрегас   | Наредник Белтран |
| Алберто Морин     | генерал Леклер   |
| Армандо Силвестре | први бандит      |
| Џон Кели          | други бандит     |
| Енрике Лусеро     | трећи бандит     |
| Давид Естуардо    | Хуан             |
| Ада Караско       | Хуанова мајка    |
| Панчо Кордоба     | Хуанов отац      |
| Хосе Чавез        | Орасио           |

## Историјска тачност
Радња филма се одвија током француске интервенције у Мексику од 1861. до 1867. и у многим сценама се види употреба динамита. Алфред Нобел је изумео динамит 1867. године, а није могао бити лако доступан у САД пре 1868. Осим тога, у филму се појављују бројни изуми који нису постојали у то време као што су карбидне лампе, Колт револвер 1873, пушке Винчестер 1873, Грас 1874, Берти 1907 и Колтов револвер из 1917.

## Зарада
- Зарада у САД - 5.050.000 $